# Vilsund Vest
Vilsund Vest is een plaats in de Deense regio Noord-Jutland, gemeente Thisted. De plaats telt 435 inwoners (2008).